# Elaphoglossum martinicense
Elaphoglossum martinicense är en träjonväxtart som först beskrevs av Nicaise Augustin Desvaux, och fick sitt nu gällande namn av Moore. Elaphoglossum martinicense ingår i släktet Elaphoglossum och familjen Dryopteridaceae. Inga underarter finns listade.